# XVII. sjezd Všesvazové komunistické strany (bolševiků)
XVII. sjezd Všesvazové komunistické strany (bolševiků) se konal od 26. ledna do 10. února 1934 ve Velkém kremelském paláci v Moskvě. Všesvazová komunistická strana (bolševiků), zkráceně VKS(b), byl oficiální název KSSS v letech 1925 až 1952.
Sjezdu se zúčastnilo 1966 delegátů, z nichž 1227 mělo plné hlasovací právo. Byl zahájen v den desátého výročí Leninova pohřbu a předsedal mu Josif Vissarionovič Stalin. Sjezd zahájil Vjačeslav Michajlovič Molotov, referáty přednesli také Michail Vladimirskij, Lazar Kaganovič, Valerian Kujbyšev, Jan Rudzutak a Michail Kalinin. Mezi zahraničními delegáty byli Béla Kun a Dolores Ibarruri.
Na tomto sjezdu bylo poprvé zavedeno tajné hlasování, které umožnilo manipulovat s výsledky, jak o tom Nikita Sergejevič Chruščov promluvil v roce 1956. Část starých bolševiků odmítala koncentraci moci ve Stalinových rukou a podpořila proti němu Sergeje Kirova. Podle Mikojanových pamětí byly ve volbách do ústředního výboru odevzdány pouze čtyři hlasy proti Kirovovi a téměř tři stovky proti Stalinovi, tyto hlasovací lístky však byly zachyceny tajnou policií a použity při pozdějších represích. Kirov se v prosinci 1934 stal obětí atentátu.
Na sjezdu bylo zvoleno čtrnáctičlenné politbyro, které tvořili Stalin, jeho zástupce Kaganovič, Kalinin, Kirov, Kujbyšev, Molotov, Rudzutak, Andrej Andrejev, Vlas Čubar, Stanislav Kosior, Anastáz Ivanovič Mikojan, Grigorij Konstantinovič Ordžonikidze, Pavel Postyšev a Kliment Jefremovič Vorošilov. Volby generálního tajemníka se nekonaly a funkce zanikla. Upevněním centralismu bylo také rozhodnutí sjezdu zrušit kontrolní instituci Rabkrin (dělnicko-rolnická inspekce).
Projednávala se zde první pětiletka, která byla označena za jednoznačný úspěch, byly stanoveny cíle pro druhou pětiletku. Stalin ve svém projevu vyzdvihl pokrok kolektivizace a industrializace oproti Západu zmítanému Velkou hospodářskou krizí. Proto byl XVII. sjezd v propagandě nazýván Sjezd vítězů.
Ujala se však také přezdívka Popravený sjezd, protože mnoho jeho účastníků se stalo oběťmi velké čistky. Z 1966 delegátů bylo později 1108 obviněno ze zrady. Ze 139 členů a kandidátů ústředního výboru zvolených na tomto sjezdu bylo do konce třicátých let 98 osob souzeno a 92 zastřeleno. Po následujícím sjezdu zůstalo v ÚV pouze 24 z původních členů a kandidátů.